# Christian Ferras
Pour les articles homonymes, voir Ferras.
Christian Ferras, né au Touquet-Paris-Plage (France) le 17 juin 1933 et mort à Paris le 14 septembre 1982, est un violoniste français.

## Biographie

### 1940-1944 Enfance à Nice
Né au Touquet-Paris-Plage le 17 juin 1933, Christian Ferras est le troisième enfant d'Antoinette et Robert Ferras, hôteliers qui exercent durant la saison propice dans le Pas-de-Calais, et vivent le reste de l'année à Nice. C’est à l’âge de sept ans que Christian Ferras reçoit comme cadeau un petit violon, offert par son père pour le distraire d’une maladie qui le tient alité. Après quelques jours seulement, passionné par son « nouveau jouet », le jeune enfant le pratique déjà trois heures par jour. Ce n'est pas pour déplaire au père de Christian, un ex-violoniste anciennement élève de Marcel Chailley, qui ne s'était pas lancé dans une carrière, non par faute de talent, d’après son propre fils, mais à cause d’une grave blessure reçue à la paume de la main. Le jeune Christian est admis au conservatoire de Nice en 1941, dans la classe de Charles Bistesi, ancien élève du violoniste belge César Thomson qui fut contemporain et collègue du grand violoniste et compositeur Eugène Ysaÿe. Les 5 et 6 mai 1944, Christian Ferras, bientôt âgé de onze ans, remporte à l'unanimité le 1er prix d'excellence de violon du Conservatoire municipal de Nice en jouant le Concerto no 3 de Saint-Saëns, le 1er prix de musique de chambre avec la Sonate no 5 « Le Printemps » de Beethoven et, après avoir joué à la Préfecture, devant le Préfet et un parterre d'élus, le prix d'honneur de la Ville de Nice.

### 1944-1946 Le Conservatoire de Paris
Immédiatement après les prix obtenus à Nice, dès le mois de juillet 1944, Christian Ferras et sa famille entreprennent un voyage épique à travers la France encore occupée, pour se rendre à Paris. Ils n'y arrivent qu'au mois d'octobre, car ils ont été retenus à Mâcon par les événements de la guerre, notamment les répercussions des débarquements de Normandie et de Provence, le retrait des Allemands, la jonction des armées de libération. À l'âge de 11 ans, Christian Ferras entre au Conservatoire national supérieur de musique de Paris, dans la classe de René Benedetti en violon et dans celle de Joseph Calvet en musique de chambre.
À 13 ans, le 5 juillet 1946, après une pièce de déchiffrage écrite pour la circonstance par Henri Martelli, le Grave de la Sonate en la mineur pour violon seul de Jean-Sébastien Bach et Farandoleurs, pièce pour violon et piano commandée pour l'occasion à Darius Milhaud, Ferras remporte, avec le Concerto de Johannes Brahms, à l'unanimité et premier nommé, le 1er Prix de violon. Les jours précédents, il avait conquis le 1er Prix et la Première médaille de musique de chambre en jouant la Sonate en la majeur[Laquelle ?] pour violon et piano de Mozart. La jeune pianiste qui l'accompagne est Odette Decaux. Elle passe, elle aussi, le concours du Conservatoire de Paris et, comme il est d'usage, Ferras lui « fait la réplique » dans le Trio no 2 de Mendelssohn. Odette Decaux deviendra la première accompagnatrice attitrée des débuts de la carrière de Ferras. Après la proclamation des prix, sur le trottoir de la rue du Conservatoire, le grand violoniste Jacques Thibaud vient féliciter Christian. Une photo immortalise le moment, et montre le maître qui se penche affectueusement vers le jeune primé en le prenant par l'épaule. Sur cette photo du mois de décembre 1946 Thibaud appose une dédicace : « À Christian auquel je crois, à mon vieux collègue ».

### 1946-1949 Les premiers concerts, Georges Enesco et les concours
Il donne quelques concerts et effectue une tournée de quinze jours en Allemagne. En octobre 1946, à l'âge de 13 ans, ce sont ses grands débuts à Paris. Avec l'orchestre Pasdeloup sous la direction d'Albert Wolff, il joue la Symphonie espagnole de Lalo. Après ce concert, Bernard Gavoty écrit dans le Figaro : « Treize ans, les traditionnelles culottes courtes et l'obligatoire col Danton des enfants prodiges. Ne raillons point : ce premier contact avec le public révèle une nature à la lettre exceptionnelle. Une technique sans défaut, la poésie, la chaleur et une lumière tout espagnole. Du premier coup tout y est. Comment ce petit violoniste, forcément sédentaire, connaît-il déjà la Péninsule ? Au fond, il ne connaît que son violon et, tandis que nous assaisonnons la musique d'une littérature bien contestable, c'est sans doute lui qui a raison... » La semaine suivante, il joue le Concerto de Beethoven le 24 octobre 1946. En 1947, toujours à Paris, avec les mêmes musiciens il joue le Concerto de Brahms. Quelque temps après, c'est avec le concerto de Beethoven et Paul Paray à la direction de l'orchestre Colonne que le jeune prodige enchante la capitale.
Son succès ne l'empêche pas de poursuivre sa formation. Il s'imprègne de l'enseignement, hérité de la vieille Russie, prodigué par Boris Kamenski. Ce violoniste à la cour du tsar s'est installé à Paris après la révolution de 1917. Mais, en 1947, Ferras fait une rencontre déterminante : il commence à travailler avec Georges Enesco, éminent violoniste et compositeur roumain pétri d'humanité : « Bien que j’aie reçu ma formation technique auprès d’autres professeurs, je me considère, en principe, comme son élève » écrira-t-il plus tard. Antoinette Ferras, mère de Christian, écrit le 6 juillet 1947 à Charles Bistesi : « Christian a la grande chance de pouvoir suivre les cours de Georges Enesco qui est à Paris en ce moment. C'est admirablement intéressant. Il travaille le Concerto de Brahms avec Enesco. Celui-ci est très content de lui. Dernièrement, Menuhin est venu à une leçon et il a assisté au travail de Christian. Il lui a fait ensuite beaucoup de compliments. »
Tout va très vite pour le jeune prodige. Le 7 novembre 1947, à 14 ans, il réalise son premier enregistrement à Londres, dans les studios de la firme Decca : le Concerto de Federico Elizalde, avec le London Symphony Orchestra sous la direction de Gaston Poulet. C'est aussi une création mondiale au disque, détail peu banal pour un novice, si jeune de surcroît.
Au mois de mai 1948, le jury du Concours international de Schéveningue, présidé par Yehudi Menuhin, décerne deux premiers prix. L'un à Christian Ferras, plus jeune concurrent de l'épreuve, l'autre à Michel Schwalbé, violoniste déjà chevronné. Le jeune Christian se fait remarquer pour son talent et ses extraordinaires facilités. Menuhin déclare : « mes deux collègues du jury avaient compris qu’il s’agissait d’un très grand virtuose et musicien. » C'est lors de ce concours que Ferras rencontre le pianiste Pierre Barbizet, son aîné de onze ans, lui aussi concurrent, avec qui il va former l'un des plus fameux tandems de l'histoire des duos violon-piano.
Le 16 novembre 1948 à la salle Gaveau, Christian Ferras donne en première audition française la Sonate pour violon seul d'Arthur Honegger. Dans un texte de présentation de ce concert, Honegger décrit son œuvre et se montre enchanté qu'elle ait retenu l'intérêt d'un des plus grands jeunes violonistes. En état de grâce, en 1949 (soit à l'âge de seize ans) Ferras remporte le prestigieux Concours international Marguerite-Long-Jacques-Thibaud, avec un second prix (le premier prix n'étant pas attribué). Il y retrouve... Pierre Barbizet.

### 1950-1969 La maturité
En 1950, il enregistre un disque avec notamment Jean-Pierre Rampal et Georges Enesco. Mais sa carrière prend une nouvelle dimension lorsqu'il est appelé par Karl Böhm à l'Orchestre philharmonique de Berlin en novembre 1951. Avec lui, il y joue notamment le concerto de Beethoven au Titania Palast de Berlin. Cette même année est marquée par un enregistrement pour le moins étonnant, puisqu'il réunit deux créations mondiales au disque : le concerto double d'Ivan Semenoff (es), avec le compositeur au pupitre et Pierre Barbizet au piano, et le Concerto de Estio de Joaquín Rodrigo sous la direction de Georges Enesco, après une première audition française en concert avec le chef Ataúlfo Argenta.
Commence ensuite une tournée de concerts. Ferras donne de très nombreux concerts dans le monde, notamment au Japon, en Amérique du Sud, en Afrique et en Europe.
En mai 1954, il enregistre le Concerto de Brahms, avec Carl Schuricht et l'Orchestre Philharmonique de Vienne : c'est son premier enregistrement rencontrant un réel succès. Cette année 1954, grâce au luthier Étienne Vatelot, Christian Ferras fait l'acquisition du violon « Le Président », un Stradivarius de 1721.
En 1955 paraît un coffret microsillon de Decca, Hommage à J.-S. Bach, les Concertos pour piano(s ), Georges Enesco dirige. Parmi les instrumentistes, on trouve Céliny Chailley-Richez (de) au piano, Jean-Pierre Rampal à la flûte et Christian Ferras. La parution de ce disque est aussi une manière d'honorer le grand musicien roumain, décédé le 4 mai 1955 à Paris.
1956 est l'année d'une rencontre majeure, celle que le jeune artiste de 23 ans fait avec Herbert von Karajan, pour exécuter le concerto de Brahms le 24 février 1956 à Vienne. Le mois précédent, c'est avec Ernest Ansermet, à la tête de son Orchestre de la Suisse romande, que Ferras a commencé une autre collaboration nouvelle.
Il quitte la maison de disque Decca, et au mois de mai 1957 il commence les enregistrements chez EMI par les concertos de Felix Mendelssohn et de Tchaïkovski avec Constantin Silvestri et l'Orchestre Philharmonia.
En 1958, outre le concerto hongrois de Gyula Bando qu’il crée, Ferras enregistre avec Pierre Barbizet l'intégrale des Sonates de Beethoven, disque dont la renommée n'a pas décliné.
L'année 1959 est une année faste pour Christian Ferras : il fait ses grands débuts aux États-Unis en jouant le concerto de Brahms sous la direction de Charles Munch, puis il enregistre le Double concerto de Bach avec Yehudi Menuhin pour EMI. En été, il est un partenaire radieux de Pablo Casals et de Wilhelm Kempff au Festival de Prades. Le 3 décembre 1959, il épouse à Paris Béatrice Martellière, ex-femme du chef d'orchestre Georges Sébastian.
Bien qu'il soit jeune, c'est en artiste accompli qu'il entre dans la décennie 1960, celle de sa gloire. Le 27 mai 1960, il crée le concerto de Serge Nigg, qu'il décrit « pour et non contre le violon », et trois jours plus tard, en concert au théâtre des Champs-Élysées, fête les dix ans du duo Ferras-Barbizet.
Les tournées, les émissions de radio et de télévision, les concerts, les enregistrements, les voyages, les récitals se succèdent. Il est reparti aux États-Unis où il a triomphé. Il grave un émouvant double concerto de Brahms avec le violoncelliste Paul Tortelier et Paul Kletzki à la baguette. Le festival de Prades a retrouvé son plus distingué représentant de l'école française de violon, tout s'enchaîne à un rythme effréné.
En 1963, Pierre Barbizet ralentit son activité de pianiste après sa nomination à la direction du conservatoire de Marseille. Ferras en prend un peu ombrage : « on va répéter par téléphone ? », proteste-t-il. Malgré cet inconvénient, il vit une année exceptionnelle. À Rome, le 20 avril, il joue devant le pape Jean XXIII. Il y ressent l'une des plus fortes émotions de sa vie, à la fois d'homme et d'artiste.
En septembre 1963, à l'Odéon d'Hérode Atticus lors du Festival d'Athènes, avec Karajan et le violoncelliste Pierre Fournier, il joue le double concerto de Brahms, qui n'a malheureusement pas été enregistré. En décembre, il est l'invité de Bernard Gavoty pour l'émission de la télévision française Les grands interprètes. C'est aussi durant cette année qu'il grave le Concerto à la mémoire d'un ange d'Alban Berg, œuvre qu'il défend avec passion.
En 1964, sa collaboration discographique chez Deutsche Grammophon avec Herbert von Karajan et l'Orchestre philharmonique de Berlin commence avec les enregistrements du concerto de Brahms, de Sibelius, de Tchaikovsky, de Beethoven, ainsi que ceux de Bach, qui deviennent rapidement des références,. Sa profondeur de son et sa grande musicalité valent à Christian Ferras d'être le violoniste soliste préféré du chef d'orchestre autrichien, qui dira de lui : « Son génie, c'est le pressentiment du jeu de l'autre. » Il enregistre, toujours chez DG, des sonates avec Pierre Barbizet (les Sonates de Brahms, de Schumann, de Franck et de Lekeu). Ce sera l’apogée de sa carrière : il est invité par les plus grands orchestres et les plus grands chefs.
Dès 1966, par l'intermédiaire d'Étienne Vatelot, Ferras acquiert un violon de légende : le « Milanollo - Teresa », un Stradivarius de 1728.
Le 10 juin 1967, sa notoriété lui offre le privilège d'être le violoniste invité par le roi de Danemark à jouer pour les noces de la princesse Margarethe. L'année suivante, c'est l'impératrice Farah Diba, épouse du chah d'Iran, qui lui remet en personne le Grand prix du Festival de Persépolis. Ferras est le soliste invité à la première tournée aux États-Unis de l'Orchestre de Paris. Le fondateur et chef de l'ensemble, Charles Munch, y meurt subitement le 6 novembre 1968. Ferras en est bouleversé. De retour en France, le 28 novembre 1968 il est reçu à l'hôtel de ville de Paris pour y recevoir l'un des prix de l'Académie du disque français. La dernière séance avec la firme DG a lieu en décembre 1968, au cours de laquelle il enregistre un disque de bis avec Jean-Claude Ambrosini au piano.
En 1969, l'activité reste frénétique : l'Allemagne, Israël, la France, la Suède, la Suisse, l'émission de télévision Musique pour vous, le Festival de Prades, le Concours Long-Thibaud en tant que juré, des concerts radiodiffusés. Christian Ferras est demandé partout, dans tous les pays, dans toutes les salles, par tous les chefs.

### 1970-1982 Les dernières années, l'alcoolisme
Mais, conjointement à ces envolées vers l'Olympe, un mal pernicieux, jusque-là occulté, s'est petit à petit installé, puis a émergé : l'alcoolisme, que renforce un état moral de plus en plus fragile. Durant toute la décennie 1970, son activité de concertiste diminue considérablement. Sa santé est chancelante. Christian Ferras alterne cures de désintoxication et tentatives de relancer sa carrière. Nombre de ses contrats ne sont pas honorés. C'est aussi une traversée du désert discographique qui commence. Les firmes le lâchent, hormis la Guilde du disque qui lui assure les ultimes enregistrements de sa longue carrière.
Quelques rémissions permettent à certaines joies de succéder aux peines. « Vingt-cinq ans d'accord parfait ! », titre le Figaro pour annoncer le concert anniversaire du duo Ferras-Barbizet le 25 novembre 1974 au Théâtre des Champs-Élysées.
En 1975, il est nommé au Conservatoire de Paris, poste qu'il tient le plus vaillamment possible, même si l'enseignement n'est pas une démarche naturelle pour lui. Il participe à plusieurs académies d'été, notamment à celles de Nice et de Saint-Jean-de-Luz. Mais il ne donne plus de concerts, toujours à cause de ses problèmes de santé, auxquels s'ajoutent de graves difficultés financières, qui l'obligent à vendre un de ses deux Stradivarius pour rembourser des dettes de jeu.
Après une longue éclipse, il revient sur la scène parisienne le 9 mars 1982 avec Alain Lefèvre au piano. Mais son véritable retour a lieu le 6 mai à la salle Gaveau, avec Pierre Barbizet. Il y donne un concert mémorable devant le Tout-Paris, et les mélomanes et critiques sont rassurés. Mais malgré le succès du récital et l'espérance d'un retour sur le devant de la scène, Christian Ferras est au plus mal. Il donne son dernier concert le 25 août 1982 à Vichy. Moins de trois semaines plus tard, le 14 septembre 1982, Christian Ferras met fin à ses jours en se jetant du 10e étage de l'immeuble qu’il habitait à Paris au numéro 4 de la Place de Barcelone,. Il est inhumé au cimetière de Cachan.

## Le jeu de Christian Ferras

### Interprétations
Christian Ferras était un artiste passionné et instinctif qui ne faisait jamais de grandes et longues recherches sur les œuvres afin de savoir de quelle manière il devait les interpréter. Il préférait en effet les jouer comme il le sentait, en se fiant à son instinct de musicien et à ses propres goûts. Pierre Barbizet rapporte qu’il ne justifiait jamais ses choix d’interprétations en parlant de ce qu’auraient fait les musiciens à l’époque ou de ce qu’aurait voulu entendre le compositeur, mais seulement en disant « Ça sonne mieux ainsi ! » Il n’hésitait pas à changer le texte (nuances, phrasé, parfois même les notes). C’est en partie ce qui rend ses enregistrements si personnels.

### Position
Sa position était également très personnelle, et inimitable. Il disait d’ailleurs à ses élèves en parlant de sa tenue de violon qu’il savait complètement atypique « N’essayez pas de faire comme moi ». Sa main gauche extrêmement mobile ne semblait pas connaître les positions, toujours à cheval, jouant en crabe, et utilisant des doigtés incroyables (on peut entendre de nombreuses substitutions glissées dans ses enregistrements), ce qui d’ailleurs donnait cette impression de fluidité dans les phrases mélodiques, et ces couleurs caractéristiques qui permettent de reconnaître Christian Ferras entre mille autres violonistes. Sa tenue d’archet aussi était très spéciale : le pouce toujours à l’envers, l’index très haut, le petit doigt écrasé et très rarement posé sur la baguette, le coude très haut, et jouant beaucoup de l’épaule (notamment dans les détachés rapides). Bref, tout ce qu’un jeune élève violoniste ne doit pas faire ! Il tenait également son violon très haut, posé sur l’épaule et non pas sur la clavicule, l’oreille collée à la mentonnière.

### Sonorité
Mais le jeu à proprement parler de Christian Ferras se caractérise par sa sonorité. Selon Pierre Barbizet, « On n’a pas retrouvé la sonorité de Ferras, c’était quelque chose de merveilleux. [Il] avait une espèce de chaleur de son, de velouté. » Sa sonorité était puissante, profonde, intensifiée par un vibrato qu’il pouvait serrer et accélérer jusqu’à atteindre des sommets d'une grande tension. « Qui n'a pas succombé à la chaleur vibrante, au tempérament si généreux de ce grand violoniste qu'était Christian Ferras ? [...] Peu d'artistes m'ont impressionné par cette puissance de jeu, cette sonorité brûlante qui n'excluait ni la tendresse ni le charme », dira de lui Patrice Fontanarosa (violoniste français et professeur au Conservatoire national supérieur de musique et de danse de Paris).
Mais un paradoxe existait entre le jeu et la personnalité de Christian Ferras. Ainsi, Gérard Poulet, violoniste français et professeur au CNSMD de Paris, raconte : « De nature très discrète, j'ai le souvenir d'une personne timide et gentille, ne pratiquant jamais le tutoiement et dont le comportement contrastait avec son jeu large et affirmé. » Et cette timidité, ce mal-être, peuvent être ressentis dans son jeu : « [à] travers cette puissance et ce jeu lumineux, intense, on sent constamment une sorte de fragilité... ce qui rend son jeu extrêmement touchant et émouvant. »

## Christian Ferras, un personnage énigmatique
La vie de Christian Ferras reste un mystère. On sait que l'enfant extrêmement doué avait énormément travaillé. Son père, d'une grande intransigeance, l’empêchait d’aller jouer avec les autres enfants, ce dont il parlait toujours avec regret. En effet sa vie entière a toujours été consacrée exclusivement au violon, que ce soit pendant son enfance ou plus tard alors qu’il était adulte. Il se plaignait souvent, notamment à ses élèves du Conservatoire, d’avoir tout fait trop vite. À seize ans, il avait déjà fait plusieurs fois le tour du monde, avait tout vu, puis avait rapidement gagné suffisamment d’argent pour pouvoir s’offrir tout ce qu’il désirait et cela le laissa très vite blasé. Il se sentait très seul : son mariage n’a pas été heureux, il n’eut pas d’enfants, et « il parlait de son chien comme de son fils » (Philippe Aïche). De plus, il ne supportait plus la pression et lorsqu'il se rendit compte qu'il ne jouait plus aussi bien qu'à son apogée, il plongea dans une grave dépression nerveuse.
Et c'est ainsi que, taciturne et solitaire, cet être en mal de joie et de bonheur, après avoir sombré dans l'alcoolisme et dans la dépression, se suicida, à l'âge de 49 ans, laissant orpheline une génération d'élèves et de violonistes français.
« Ferras était un désespéré, mais pas au sens personnel, ni au sens métaphysique. Est-ce que c'est le fatum ? Est-ce que c'est grec ? C'est peut-être grec ? C'est peut-être Oreste... Mais il n'y pas d'Hermione. Oreste sans Hermione, qu'est-ce que ça donne ? »

## Le duo Ferras-Barbizet
C’est donc en 1949, en passant le Concours international Marguerite-Long-Jacques-Thibaud que Christian Ferras retrouve le pianiste Pierre Barbizet, de onze ans son aîné, puisqu'en effet, à l'époque, les violonistes et les pianistes concouraient en même temps. Les deux musiciens s'étaient déjà rencontrés au Concours international de Schéveningue. Après l’avoir entendu répéter le 4e concerto de Beethoven, le jeune violoniste, alors seulement âgé de 16 ans, aurait dit à son père « C’est avec lui que je veux jouer ». Car effectivement la famille Ferras cherche un pianiste avec lequel Christian pourrait former un duo solide et de qualité. Quelque temps après le concours, Antoinette, la mère de Christian, se décide à appeler Pierre Barbizet pour lui proposer une collaboration avec son fils. Le pianiste accepte et organise immédiatement deux concerts dans une salle du conservatoire d’Amiens, conservatoire où il enseigne. Mais la famille Ferras ayant raté le train, le jeune violoniste arrive en retard au premier concert, alors que Barbizet s’apprêtait à jouer un récital pour piano seul, pensant que le jeune garçon avait annulé. Il courut jusque dans la salle, enleva sa veste, sortit son violon et se planta devant le piano. Les deux musiciens jouèrent alors la sonate en la majeur kV 526 de Mozart, la Sonate des trilles du Diable de Tartini, la Polonaise de Wieniawsky, la Havanaise de Saint-Saëns, la sonate de Debussy, la Canzonetta de Tchaïkovski et Tzigane de Ravel. C’était la toute première fois qu’ils jouaient ensemble, et plusieurs années plus tard Pierre Barbizet se souvient que d’emblée « C’était ÇA ! […] Ce jour-là à trois heures dix, c’était comme aujourd’hui. On respirait ensemble, on était ensemble et il n’y avait pas de problème. »
Le duo part très peu de temps après en tournée en Espagne. En plus d’une parfaite harmonie musicale et donc professionnelle, il se crée une véritable complicité et même amitié entre les deux musiciens. Le pianiste deviendra un compagnon de jeux dans la musique, ainsi que dans les loisirs pour son jeune associé encore adolescent. Il participera pour beaucoup à son ouverture au monde et à la culture. En effet, le jeune Christian aimait que son ami lui parle de théâtre et de littérature lorsqu’ils étaient en voiture et se rendaient à des concerts. Le pianiste l’entraînait souvent lors de leurs tournées dans les musées des grandes villes dans lesquelles ils jouaient. Et lors de vacances à la mer, Pierre Barbizet rapporte qu’il était pour le jeune garçon un partenaire au football. « Je crois avoir eu un rôle assez bénéfique » dira plus tard le pianiste.
Le duo n’attendra que très peu avant d’enregistrer ses premiers disques. Leur collaboration sera effectivement très prolifique et extrêmement variée. Ils s’attaqueront bien sûr au répertoire français comme les deux Sonates de Fauré, la Sonate de Debussy, celles de Franck et de Lekeu, les Danseries de Delvincourt, Tzigane de Ravel et même le Concert de Chausson avec le quatuor Parrenin, au répertoire classique (sonates de Mozart) et romantique avec les dix dernières sonates de Beethoven, les deux sonates et les trois romances de Schumann, les trois sonates de Brahms ainsi qu’à la musique plus moderne comme la 2e sonate de Bartok ou la 3e sonate d'Enesco.
Leur collaboration fut d’une grande fidélité puisque, excepté quelques enregistrements vidéo (sonate de Debussy, pièce en forme de Habanera et Tzigane de Ravel, Sonate no 2 de Bartok en 1961/1962 avec Guy Bourassa, la Chanson russe de Stravinsky en 1963 avec Robert Weisz ainsi que la Berceuse de Fauré et Hora Staccato de Dinicu en 1973 avec Pierre Petit) et un disque de « bis de violon » enregistré en 1969 avec Jean-Claude Ambrosini, Christian Ferras n’a jamais enregistré et seulement très rarement joué avec d’autres pianistes que Pierre Barbizet. Une telle exclusivité chez un concertiste de la notoriété de Christian Ferras reste très rare.

## Ses instruments
Christian Ferras ne joua pas toujours sur d'excellents instruments. En effet, il commença sa carrière sur une copie de Guarneri réalisée en 1949 par Max Millant, puis sur une copie de Stradivarius de 1952.
À ce propos, Étienne Vatelot raconte que lors d'un des premiers récitals du jeune violoniste, son professeur, Benedetti demanda à Vatelot ce qu'il pensait du violon joué par Christian. Ce à quoi le luthier répondit qu'il lui semblait s'agir d'un très bon violon moderne. « Non ! Christian joue un violon de Guarnerius ! » rétorqua alors Benedetti. Le récital terminé, Vatelot se rendit dans la loge du jeune violoniste, et lui demanda s'il était possible de voir l'instrument. « La boîte est fermée ! » répondit-il et ils en restèrent là.
Mais un jour, plusieurs années plus tard, M. Ferras père se présenta à l'atelier du célèbre luthier, et exprima le souhait de la famille Ferras d’acheter pour le jeune Christian un beau violon. Devant la surprise de Vatelot, il fut obligé d’avouer que l’instrument de son fils n’était pas un Guarnerius, mais un violon moderne de Roger et Max Millant, et que maintenant Christian désirait jouer un violon de Stradivarius. Un peu plus tard, le luthier mit enfin la main sur un sublime Stradivarius de 1721, « Le Président ». Le jeune violoniste l’essaya et, particulièrement satisfait, l’acheta. La plupart des grands enregistrements de référence de Christian Ferras ont été réalisés sur ce très grand instrument, et c'est avec ce Stradivarius que sa carrière prendra son véritable essor. Après de nombreuses années passées avec ce violon, il demanda à Étienne Vatelot de lui en rechercher un autre, « avec un son différent, penchant vers le gras et l'ample », selon ses propres termes. Quelque temps plus tard, alors qu’il était en voyage à Londres chez Phillips Hill, celui-ci lui montra un autre Stradivarius de 1728, le « Milanollo ». Après qu'il lui eut demandé la permission de passer l’archet sur le violon, le luthier se rendit compte qu’il avait une sonorité qui conviendrait parfaitement à la demande de Ferras. Phillips Hill confia alors l’instrument et, de retour à Paris, Vatelot fit essayer immédiatement cet instrument à Christian qui fit ainsi l'acquisition du « Milanollo ». Celui-ci avait appartenu, avant d’être joué par Christian Ferras, à plusieurs illustres violonistes comme Giovanni Battista Viotti, Niccolo Paganini et Teresa Milanollo à qui il doit son nom actuel.
Jean Diwo a consacré un ouvrage à la carrière aussi tourmentée que prestigieuse de cet instrument, dont Jean-Sébastien Bach aurait été un des premiers utilisateurs. Offert à la Cour du Régent, il fut confié à Jean-Marie Leclair, qui l'avait avec lui lorsqu'il fut assassiné, le 22 octobre 1764. Disparu, il fut retrouvé chez un brocanteur avant d'être restauré et de revenir en possession de la famille royale ( « Moi, Milanollo, fils de Stradivarius », Ed. Flammarion, 2007 ) puis à Viotti.

## Ses enregistrements
Il ne s'agit ici que d'une liste comprenant les CD et les vidéos qu'il est possible encore aujourd'hui de trouver dans le commerce,. Elle n'a rien de complet et ne cherche en aucun cas à l'être.

### Discographie
Bach
- Concertos pour violon en la mineur et en mi majeur (BWV 1041 et 1042) - avec le Berliner Philharmoniker, dirigé par Karajan - août 1966 (disponible en tant que « Karajan - The Legend, a memorial release » par DG)
- Concerto pour deux violons en ré mineur BWV 1043 
  - avec Yehudi Menuhin (violon I) et le Festival Chamber Orchestra dirigé par Yehudi Menuhin – 1959
  - avec Michel Schwalbé (violon II) et le Berliner Philharmoniker dirigé par Karajan – août 1966 (disponible en tant que « Karajan - The Music, The Legend » par DG)
- Sonates et Partitas pour violon seul – 1978

Bando
- Concerto hongrois - avec l’Orchestre de la Société des concerts du Conservatoire dirigé par Alain Lombard – 1963[26]

Beethoven
- Concerto en ré majeur, op. 61
  - avec le Royal Philharmonic Orchestra dirigé par Malcolm Sargent – 1959
  - avec l’Orchestre Philharmonique de Berlin dirigé par Herbert von Karajan – 1967
- Triple concerto pour violon, violoncelle et piano en do majeur, op. 56 - avec Paul Tortelier (violoncelle), Eric Heidsieck (piano) et l’Orchestre National de Radio France dirigé par Jean Martinon – 11 mars 1970 (Doremi)
- Sonates nos 1 à 10 - avec Pierre Barbizet – 1958

Berg
- Concerto « à la Mémoire d’un Ange »
  - avec l’Orchestre du Conservatoire de Paris dirigé par Georges Prêtre – 1963
  - avec l'Orchestre de la Suisse romande dirigé par Ernest Ansermet – 1957

Brahms
- Concerto en ré majeur, op. 77
  - avec le Sinfonie-Orchester des Hessischen Rundfunks dirigé par Rudolf Kempe – 9 décembre 1953 (Archipel)
  - avec l’Orchestre Philharmonique de Vienne dirigé par Carl Schuricht – 1954
  - avec l’Orchestre Philharmonique de Berlin dirigé par Herbert von Karajan – 1964
  - avec l'Orchestre philharmonique de l'ORTF dirigé par Charles Bruck – 14 juillet 1966 (INA mémoire vive)
- Double concerto pour violon et violoncelle en la mineur, op. 102
  - avec Paul Tortelier (violoncelle) et l’Orchestre Philharmonia dirigé par Paul Kletzki – 1962
  - avec Janos Starker (violoncelle) et Orchestre National de Radio France dirigé par Charles Bruck – 7 octobre 1969 (Doremi)
- Sonate pour piano en violon no 1 en sol majeur, op. 78 - avec Pierre Barbizet – 1968
- Sonate no 2 en la majeur - avec Pierre Barbizet – 1968
- Sonate no 3 en ré mineur
  - avec Pierre Barbizet – 1953 (enregistrement de concert)
  - avec Pierre Barbizet – 1968

Bruch
- Concerto en sol mineur, op. 26 - avec le Philharmonia Orchestra dirigé par Walter Süsskind – 1958

Chaminade
- Sérénade espagnole - avec Jean-Claude Ambrosini – 1969

Chausson
- Concert en ré majeur - avec Pierre Barbizet et le quatuor Parrenin – 1968
- Poème pour violon et orchestre - avec l’Orchestre national de Belgique dirigé par Georges Sébastian – 1953

Debussy
- Sonate en sol mineur - avec Pierre Barbizet – 1953

Dinicu
- Hora Staccato - avec Jean-Claude Ambrosini – 1969

Dvořák
- Humoresque, op. 101 no 7 - avec Jean-Claude Ambrosini – 1969

Elizalde, Federico
- Concerto pour violon - avec le London Symphony Orchestra dirigé par Gaston Poulet – 7 novembre 1947 (Testament)

Enesco
- Sonate no 3 en la mineur - avec Pierre Barbizet – 1962

Falla
- Danse espagnole (extraite de « La Vie brève ») - avec Jean-Claude Ambrosini – 1969

Fauré
- Berceuse - avec Jean-Claude Ambrosini – 1969
- Sonate no 1 en la majeur
  - avec Pierre Barbizet – 1957
  - avec Pierre Barbizet – 1964
- Sonate no 2 en mi mineur
  - avec Pierre Barbizet – 1953
  - avec Pierre Barbizet – 1964

Franck
- Sonate en la majeur
  - avec Pierre Barbizet – 1957
  - avec Pierre Barbizet – 1965

Honegger
- Sonate pour violon seul – 1953

Kreisler
- Caprice viennois - avec Jean-Claude Ambrosini – 1969
- Liebesfreud - avec Jean-Claude Ambrosini – 1969
- Liebesleid - avec Jean-Claude Ambrosini – 1969
- Rondino sur un thème de Beethoven - avec Jean-Claude Ambrosini – 1969

Lalo
- Symphonie espagnole (version en quatre mouvements sans l’Intermezzo) - avec l’Orchestre Philharmonia dirigé par Walter Süsskind – 1958

Lekeu
- Sonate en sol majeur - avec Pierre Barbizet – 1965

Massenet
- Méditation (extraite de l'opéra Thaïs) - avec Jean-Claude Ambrosini – 1969

Mendelssohn
- Concerto en mi mineur, op. 64 - avec l'Orchestre Philharmonia dirigé par Constantin Silvestri – 1957
- Romance sans paroles, op. 62 no 1
  - avec Jean-Claude Ambrosini – 1969
  - avec Boris Mersson (au piano) - 26 janvier 1972

Mozart
- Concerto no 3 en sol majeur K 216 - avec Stuttgarter Kammerorchester dirigé par Karl Münchinger – octobre 1954 (Testament)
- Concerto no 4 en ré majeur K 218 - avec l'Orchestre du Conservatoire de Paris dirigé par André Vandernoot – 1960
- Concerto no 5 « à la turque » en la majeur K 219 - avec l'Orchestre du Conservatoire de Paris dirigé par André Vandernoot – 1960

Paganini
- Concerto no 1 en ré majeur / mi-bémol majeur, op. 6 - avec le NWDR-Sinfonieorchester dirigé par Hans Schmidt-Isserstedt – 15 novembre 1954 (disponible en tant qu'Inédit H. Schmidt-Isserstedt, Tahra)

Ravel
- Tzigane
  - avec l'Orchestre national de Belgique dirigé par Georges Sébastian – 1953
  - avec Pierre Barbizet - 1962

Rimski-Korsakov
- Chanson hindoue (extraite de l'opéra « Sadko ») - avec Jean-Claude Ambrosini – 1969

Rodrigo
- Concierto de estio - avec l'Orchestre de la Société des concerts du Conservatoire dirigé par Georges Enesco – 1951 (Testament)

Saint-Saëns
- Le Cygne (extrait du Carnaval des Animaux) - avec Jean-Claude Ambrosini – 1969

Sarasate
- Romance andalouse, op. 22 no 1 - avec Jean-Claude Ambrosini – 1969

Semenoff
- Double Concerto - avec l'Orchestre de la Société des concerts du Conservatoire dirigé par Ivan Semenoff – 1951 (Testament)

Schubert
- Ave Maria - avec Jean-Claude Ambrosini – 1969

Schumann
- Romances, op. 94 nos 1, 2 et 3 - avec Pierre Barbizet – 1965
- Sonate no 1 en la mineur - avec Pierre Barbizet – 1965
- Sonate no 2 en ré mineur - avec Pierre Barbizet – 1965
- Träumerei, op. 15 no 7 - avec Jean-Claude Ambrosini – 1969

Sibelius
- Concerto en ré mineur, op. 47 - avec l'Orchestre Philharmonique de Berlin dirigé par Herbert von Karajan – 1964

Stravinsky
- Chanson russe (extraite de l'opéra Mavra) - avec Jean-Claude Ambrosini – 1969
- Concerto pour Violon - avec l'Orchestre de la Suisse romande dirigé par Ernest Ansermet – 1966

Tchaikovski
- Concerto en ré majeur, op. 35
  - avec l'Orchestre Philharmonia dirigé par Constantin Silvestri – 1957
  - avec l'Orchestre philharmonique de Berlin dirigé par Herbert von Karajan – 1965
- Sérénade mélancolique - avec le Geneva Collegium Academicum dirigé par Boris Mersson – 25 janvier 1972 (disponible en tant que « Immortal Melodies », Doron Music)
- Chanson Triste - avec Boris Mersson (piano) – 26 janvier 1972 (Doron Music)

### Vidéo
Jean-Sébastien Bach
- Prélude (extrait de la partita en mi majeur pour violon seul) - 1958
- Gavotte et Gigue (extraites de la partita en mi majeur pour violon seul) - 1962

Béla Bartok
- Sonate no 2, avec Guy Bourassa - 1962

Claude Debussy
- Sonate en sol mineur, avec Guy Bourassa - 1961

Grigoraș Dinicu
- Hora Staccato, , avec Pierre Petit - 1973

Gabriel Fauré
- Berceuse, avec Pierre Petit - 1973

César Franck
- Sonate en la majeur, avec Pierre Barbizet - 1963

Felix Mendelssohn
- Concerto en mi mineur, avec l'Orchestre de Radio-Canada dirigé par Alexander Brott - 1963

Maurice Ravel
- Pièce en forme de Habanera, avec Guy Bourassa - 1961
- Tzigane, avec Guy Bourassa - 1961

Jean Sibelius
- Concerto en ré mineur, avec l'Orchestre national de la RTF dirigé par Zubin Mehta - 1965

Igor Stravinsky
- Concerto en ré, avec l'Orchestre philharmonique de l'ORTF dirigé par Jean Fournet - 1967
- Chanson russe (extraite de l'opéra « Mavra »), avec Robert Weisz - 1963

## Pour approfondir